# Baie Ignace (Matawinie)
Pour les articles homonymes, voir Ignace et Saint-Ignace.
La baie Ignace est un plan d'eau situé dans la municipalité de Saint-Michel-des-Saints, dans la municipalité régionale de comté (MRC) de Matawinie, dans la région administrative de Lanaudière, au Québec, au Canada. La baie Ignace est la grande baie du centre, sur le côté sud du Réservoir Taureau.
Le parc régional du Lac Taureau couvre toute la rive Est de la baie, et une partie de la pointe s'élongeant du sud, sur la rive ouest de la baie. Le secteur autour de la baie est une zone forestière. Un important terrain de camping a été aménagé sur la rive ouest. Plusieurs sentiers forestiers sont aménagés dans le secteur. Cette baie est un plan d'eau réputé pour la navigation de plaisance.
Dès le milieu du XIXe siècle, la foresterie a été l'activité économique prédominante dans ce secteur. Au XXe siècle, les activités récréotouristiques ont été mises en valeur.
La surface de l'eau de cette baie est généralement gelée de la mi-novembre à avril; néanmoins, la période de circulation sécuritaire sur la glace est habituellement de la mi-décembre à la fin mars.

## Géographie
La baie Ignace est située à l'ouest de la baie de la Bouteille et à l'est la baie atteignant le village de Saint-Michel-des-Saints.
La baie Ignace est de forme triangulaire dont un sommet pointe vers le sud-est, vers la décharge du ruisseau Ignace (Matawinie).
Le ruisseau Ignace (Matawinie) venant du sud-est se déverse sur la rive sud, au fond de la baie Ignace. La baie Ignace compte 13 îles, dont la principale est l'Île-de-France, située à l'entrée de la baie. La passe de l'Île-de-France est chenal situé entre l'Île-de-France et la pointe de la rive nord qui s'avance dans le réservoir Taureau, à l'est de la Baie du poste.

## Toponymie
Le toponyme "baie Ignace" a été officialisé le 11 janvier 1972 à la Banque des noms de lieux de la Commission de toponymie du Québec.